# Medaille voor bijzondere verdienste van de Koninklijke Nederlandse Vereniging "Onze Luchtmacht"
De Medaille voor bijzondere verdienste van de Nederlandse Vereniging "Onze Luchtmacht" werd in 1953 ter ere van het 40-jarig bestaan van de Koninklijke Luchtmacht ingesteld. De onderscheiding wordt uitgereikt aan hen, die zich "bijzonder verdienstelijk hebben gemaakt jegens de Koninklijke Luchtmacht en/of de vereniging".
De Nederlandse Vereniging "Onze Luchtmacht" werd op 17 september 1948 opgericht en beoogt een band te leggen tussen het Nederlandse volk en zijn luchtmacht. De vereniging verkreeg op 17 september 1958 het predicaat Koninklijk. Daarmee veranderde ook de naam in "Medaille voor bijzondere verdienste van de Koninklijke Nederlandse Vereniging "Onze Luchtmacht".
Eerder, in 1922, was er al een vergelijkbare en eveneens ovale Medaille van de Koninklijke Nederlandsche Vereeniging voor Luchtvaart ingesteld. In 1932 volgde de ronde Medaille van de Koninklijke Nederlandsch-Indische Vereeniging voor Luchtvaart.

## De medaille
De ovale zilveren medaille wordt aan een lint op de linkerborst gedragen. Op de voorzijde is een geheven zwaard, waarop het logo van de Koninklijke Luchtmacht, de naar links vliegende adelaar gedekt door een Koninklijke kroon, is afgebeeld. Daaromheen staat de tekst "VER.ONZE LUCHTMACHT / VOOR BIJZONDERE VERDIENSTEN".
De keerzijde van de medaille is vlak. De medaille is 31 millimeter breed en 38 millimeter hoog.
Men draagt de medaille op de linkerborst aan een 27 millimeter breed veelkleurig lint. Het lint heeft een brede oranje middenbaan, met aan weerszijden een smalle met wit afgezette rode baan. Aan de boorden bevinden zich brede banen Nassausch blauw. De ophanging van de medaille aan het lint is in Engelse stijl gehouden. Men koos voor een "suspender bar", een metalen beugel met daaraan de ring van de medaille.
De Prins der Nederlanden ontving de medaille in goud met op de keerzijde deze opdracht:
AAN ZIJNE KONINKLIJKE HOOGHEID

DE PRINS DER NEDERLANDEN

STUWENDE KRACHT VAN

NEERLANDS LUCHTVAART

IN OPRECHTE BEWONDERING EN

MET GROTE DANKBAARHEID

AANGEBODEN OP ZIJN

VIJFTIGSTE VERJAARDAG
26 JUNI 1961